# Della Pato
Della Pato (Della Duck en inglés, o a veces llamada Dumbella) es un personaje de ficción creado en 1937 por Al Taliaferro y Ted Osborne. Ella es miembro de la familia Pato y el Clan McPato, es la hermana gemela menor del Pato Donald y madre de sus sobrinos Huey, Dewey y Louie. Della es una pata blanca antropomórfica con un pico amarillo, siendo usualmente presentada en sus apariciones de cómics con cabello rubio.
Ella es uno de los personajes principales del reboot de Patoaventuras, donde por lo general usa un sombrero de aviador, una cazadora con una bufanda azul y pantalones marrones. Della es famosa por su personalidad menos temperamental en comparación con Donald y su espíritu aventurero. En la serie, ella lleva una pierna robótica debido a que se la amputó mientras estaba en el espacio, siendo un modelo positivo para niñas o niños con discapacidades.

## Historia
Della Pato fue mencionada por primera vez en los cómics del Pato Donald en 1937 como "Prima Della". La segunda vez y primera mención en animación, fue en el cortometraje Donald's Nephews (1938) como "Hermana Dumbella". Sin embargo, antes de su debut en el reboot de Patoaventuras de 2017, Della nunca apareció en ninguna película o serie de televisión y solo tuvo apariciones limitadas en los cómics de Disney. Como resultado, no se sabía mucho de este personaje antes de dicha serie animada.

### Inicios del personaje
Della fue mencionada por primera vez en una tira cómica de 1937, el 17 de octubre de 1937, en la cual escribe una carta en la que le explica a Donald que enviará a sus hijos para que se queden con él. Esta primera aparición se refirió a Della como prima de Donald, aunque las presentaciones posteriores se referían a ella como hermana de Donald. Un año después, Della fue mencionada de manera similar en el cortometraje del Pato Donald Donald's Nephews de 1938. Esta caricatura, que marcó el debut cinematográfico de sus hijos (y sobrinos de Donald), Huey, Dewey y Louie, comenzó con Donald recibiendo una carta de su hermana (dirigida a él como "Querido Hermano" y firmada como "Hermana Dumbella"), haciéndole saber que los tres muchachos vienen a visitarlo.
En un árbol genealógico de Carl Barks de 1990, la hermana de Donald aparece como "Thelma Duck".
En el árbol genealógico de Don Rosa de 1993, el personaje fue renombrado como "Della". Posteriormente Rosa la incluyó como una niña en el cómic de 1994 The Empire-Builder from Calisota, parte de su serie The Life and Times of Scrooge McDuck, en la que ella y Donald vestían trajes de marinero idénticos.
Su primera aparición en cómics como adulta fue en uno del Pato Donald en holandés de 2014, "80 is Prachtig!", creado para celebrar el 80 cumpleaños de Donald. En este cómic, Donald finalmente le cuenta a los sobrinos la historia de su madre, representándola en flashbacks; Della es representada como una piloto de pruebas exitosa, la primera mujer en volar a través de Océano Atlántico y que quedó varada en el espacio después de probar un cohete que accidentalmente la propulsó a la velocidad de la luz.

### Juventud en cómics neerlandeses (2017)
Durante 2017, Della apareció cada mes en las tiras cómicas neerlandesas del Pato Donald, apareciendo en un total de 22 historias, comenzando por "Donalds eerste schaatsles" ("La primera lección de patinaje de Donald"), publicado en enero, hasta "Donalds eerste skiles" ("La primera lección de esquí de Donald"), publicada en diciembre. Las historias que incorporaban a Della se centraban principalmente en su niñez con Donald, con la excepción de dos historias publicadas en marzo, "Donalds eerste liedje" ("La primera canción de Donald") y "Donalds eerste afspraakje" ("La primera cita de Donald"), en las cuales se la mostraba en una etapa más cercana a la adolescencia. Posteriormente, Della volvió a aparecer en junio de 2019 en la historia "Haring met roomijs" ("Arenque y helado") de las historietas de Donnie Duck, centradas en la niñez de Donald.

### Patoaventuras(2017-2021)
En esta serie Della juega un papel destacado, aunque inicialmente estuvo fuera de pantalla. Como madre de Huey, Dewey y Louie, durante la primera temporada se revela que es una piloto hábil y una intrépida compañera de aventuras de su tío Scrooge McPato y su hermano gemelo Donald. Della aparece por primera vez en la serie al final del primer episodio, en una pintura descubierta por los trillizos, Dewey se da cuenta de lo que parece Della en una esquina de la pintura, que se muestra luchando contra piratas junto a McPato y Donald. Este descubrimiento desencadena una búsqueda primero por Dewey y Rosita Vanderquack antes de involucrar finalmente a los tres trillizos, para obtener más información sobre su madre y su desaparición; formando el misterio central de la primera temporada.
La primera aparición de Della fue en noviembre de 2017, en una serie de historias retrospectivas en los números 2 y 3 del cómic de Patoaventuras publicado por IDW, que está relacionado con la serie misma. Della fue representada por primera vez en animación, nuevamente en flashbacks en el episodio "Last Crash of the Sunchaser!", que revela la historia de Della Pato a Huey, Dewey y Louie: Della descubrió un prototipo de cohete espacial que McPato estaba construyendo como regalo para ella, lo llevó a un lanzamiento no autorizado y quedó atrapada en una tormenta cósmica. Se suponía que Della estaba perdida en el abismo cósmico después de que McPato lanzara una operación de rescate masiva y costosa, pero finalmente fracasó en su intento de encontrarla.
El 18 de agosto de 2018, en el final de la primera temporada "The Shadow War!", Della fue representada por primera vez en un papel de oradora, se reveló que había sobrevivido a la tormenta cósmica y que aun vivía en los restos de su nave espacial. Della Pato tiene apariciones recurrentes en la segunda temporada de la serie, comenzando con el episodio "Last Christmas!", un episodio de viaje en el tiempo que muestra versiones más jóvenes de Della y Donald. En este episodio Donald llama a su hermana "Dumbella" en un momento, lo que significa un insulto pero también una referencia al nombre alternativo de Della de la década de 1930.
En febrero de 2019, Disney comenzó a promover como evento especial el estreno del primer episodio de la serie que se centraría en Della, el episodio prometió revelar completamente lo sucedido al personaje por primera desde que se perdió en el espacio. El episodio titulado "What Ever Happened to Della Duck?!" se emitió el 9 de marzo de 2019. Describiendo el episodio como "emocionante, trágico, poderoso y definitorio" el A.V. Club escribió que "llega a corazón de Della como personaje incluso antes que el título aparezca en pantalla." Entertainment Weekly incluyó el episodio en su lista de fin de año de los 30 mejores episodios de televisión de 2019, elogiando la revelación de Della Pato y escribiendo que "todo este tiempo, Patoaventuras había ocultado su mejor personaje fuera de la pantalla." Después de esto, Della pudo regresar a la Tierra en la Lanza de Selene, pero posteriormente tuvo problemas para vincularse con sus hijos (cuyos nombres aparentemente estaban destinados a ser Jet, Turbo y Rebel) ya que no tiene experiencia real como madre, su actitud está más centrada en intentar vincularse con ellos como la "mamá genial". La segunda mitad de la temporada exploró su papel en desarrollo, como alentar a Huey a realizar actividades más variadas, aconsejar a Dewey sobre no tratar de impresionar siempre a los demás y poner en tierra a Louie después de su último plan para hacerse rico rápidamente al robar tesoros perdidos del pasado casi causando una grave paradoja temporal.

## Caracteriscas

### Voz
La primera aparición de Della como oradora fue en el final de la temporada 1 de Patoaventuras. Paget Brewster expresó a Della en ese episodio antes de unirse al elenco de la serie como miembro recurrente en la temporada 2 y como personaje principal en la temporada 3. Brewster le dijo a Entertainment Weekly que realmente quería el papel y estar en el elenco de Patoaventuras, diciendo que "es muy emocionante poder ser parte de la creación de la historia de Della y quién es ella". Brewster estaba inicialmente preocupada de que debido a que Della es la gemela de Pato Donald, se le podría pedir que hiciera una voz parecida a la Donald para el personaje, contando Entertainment Tonight que "no puede lograrlo".
Entertainment Tonight dijo que Brewster "hace que Della Pato suene como alguien que genera combustible para cohetes con pep puro". Desde su debut como voz de Della, Brewster ha sido elogiada por su actuación en el papel; con Den of Geek escribiendo que "el trabajo fantástico de Paget Brewster" ayudó a infundir "un espíritu aventurero y amoroso en Della". Mientras que el A.V. Club escribió que Brewster estaba "vendiendo a Della con cada lectura apasionada de sus líneas, una adición perfecta para el elenco".

### Personalidad
Della Pato es un ejemplo extraordinario de un personaje femenino fuerte, porque también tiene defectos. Este no es un dibujo perfecto de alguien; es un personaje interesante y profundo, y creo que les da a los niños la oportunidad de ver que no siempre tienes que tener la razón, ser perfecto o ser un superhéroe. Puedes tener fortalezas y debilidades y ambas tienen el mismo valor si eres honesto con quien eres y lo haces lo mejor que puedes, y creo que Della Pato encarna eso.

Poco se sabe de la personalidad de Della antes del reboot de Patoaventuras de 2017. En el cómic holandés 80 is Prachtig!, Della es representada en flashbacks como una piloto valiente y aventurera. De hecho primero declaró que quería ser piloto al mismo tiempo que su hermano Donald declaró que quería ser marinero. Los logros de Della como piloto incluyeron ser la primera mujer piloto en volar sobre el Atlántico, volar como piloto de prueba (y aterrizar con éxito un avión de incendios) y pilotar un cohete experimental. También se la representa como preocupada y extrañando a su familia mientras estaba de aventuras. Debido a los efectos de la Dilatación del tiempo del viaje en el cohete de Della casi a la velocidad de la luz mientras Huey, Dewey y Louie vivieron con Donald durante varios años, Della creía que se había ido por menos de una hora. A través de transmisiones de radio Della reveló que estaba ansiosa por terminar su vuelo de prueba y llegar a casa con sus hijos, sin saber que pasaría varios más en la Tierra cuando lo hiciera.
En Patoaventuras de 2017, Della es representada de manera similar como una piloto aventurera y como una madre que cuida y ama a sus hijos, pero el programa también establece que Della comparte rasgos de personalidad con las versiones de sus familiares de la nueva serie. Como su hermano gemelo Donald, Della puede ser temperamental. Por ejemplo después de ver una ilustración burlona de Gyro Gearloose en el manual de instrucciones del cohete, Della se enfurece; no solo destrozando el manual, sino también pisoteando los restos. Della también comparte rasgos de personalidad con sus hijos, incluida su estupidez y travesuras. Estos rasgos comunes son los que le permiten aceptarla y vincularse con ella una vez que regresa a casa. Al igual que su hijo Huey, Della era una Joven Castor, como lo demuestra el hecho que lleva su Guía de los Jóvenes Castores a la luna y se aprendió de memoria las reglas del libro. Della también comparte el espíritu aventurero de Dewey y la astucia de hablar rápido de Louie y la tendencia a causar problemas sin considerar las consecuencias.
Además, Della también se muestra con una actitud imparable. Esto se establece al principio de "What Ever Happened to Della Duck?!", que comienza con Della estrellando su cohete en la luna y despertándose con su pierna atrapada debajo de los restos. Después de ver una foto de su familia y evaluar su situación, determina que los restos son demasiado pesados para moverlos por sí misma, se amputa la pierna y declara su intención de volver a casa.